# Илдико
Илдико (на латински: Ildico), вероятно е германка, е омъжена през 453 г. за краля на хуните Атила, като една от неговите странични жени. На сутринта след брачната нощ прислужниците се чудят за тишината в спалнята и поглеждат. Те намират Илдико плачеща в леглото до нейния мъртъв Атила, който умрял от кръвоизлив. Така съобщава тогавашният източноримски дипломат и историк Приск, който няколко години преди това участвал при преговори в двора на Атила.
Според една алтернативна версия, записана осемдесет години по-късно от римския хронист Марцелин „Атила, цар на хуните и опустошител на провинциите на Европа, беше пронизан от ръката и острието на своята съпруга“. Повечето учени отхвърлят достоверността на тази история, предпочитайки версията на съвременника на Атила Приск.
Името „Ildikó“ – както и името „Attila“ – е все още популярно в Унгария.